# Attitude (canción de Sepultura)
«Attitude» es un sencillo de la banda brasileña Sepultura, lanzado en 1996. Hace parte del sexto álbum de estudio Roots. Contiene cuatro minutos y quince segundos de duración y fue producido por Ross Robinson bajo el sello discográfico Roadrunner Records. Fue el segundo sencillo del álbum y escrita por todos los integrantes de la banda.
El sencillo fue lanzado en 2 CD. El primer CD fue presentado en un estuche digipak desplegable, mientras que el segundo fue en un estuche extraplano estándar. Las primeras copias de la versión digipak fueron grabados con una S en forma de espinas. El formato vinilo es una edición estrictamente limitada. La canción está dedicado a Dana Wells, asesor musical quien falleció.

## Lista de canciones
CD1 (Digipak)
1. «Attitude»
2. «Kaiowas» (Tribal Jam) (Nueva versión de la canción originalmente incluida en  Chaos A.D.)
3. «Clenched Fist» (en vivo)
4. «Biotech Is Godzilla» (en vivo)

CD2
1. «Attitude»
2. «Lookaway» (Master Vibe Mix) (remix de la canción originalmente incluida en Roots)
3. «Mine» (featuring Mike Patton)

Vinilo rojo en 7"
1. «Attitude»
2. «Dead Embryonic Cells» (en vivo) (del Under Siege (Live in Barcelona))

## Posicionamiento
| Lista                       | Posición |
| --------------------------- | -------- |
| The Official Charts Company | 46       |
| Finnish Charts              | 16       |